# Towers Opole 2019
Questa voce raccoglie le informazioni riguardanti i Towers Opole nelle competizioni ufficiali della stagione 2019.

## Roster
| Roster dei Towers Opole (2019) |
| --- |
| Quarterback - 18 Markus Hodges Running Back - 2 Konrad Rodak - 6 Jan Szwej - 19 Łukasz Szelongiewicz RB/WR - 31 Piotr Kapuściński - 83 Maciej Kaszczyszyn - 88 Patryk Grębowiec - 98 Marcin Niedobitek Wide Receiver - 8 Krzysztof Pacan - 11 Marcel Dubiel - 14 Paweł Wojciechowski - 33 Robert Szmielak - 84 Piotr Górniewicz - 85 Mateusz Majewski Tight End - 16 Rafał Staniewicz - 87 Aleksander Anczurowski TE/WR Offensive Linemen - 53 Leon Mazur - 56 Vasyl Lesko - 57 Sebastian Horodyski - 59 Tomasz Czernek - 65 Wojciech Drynda - 69 Juuso Voutilainen - 79 Marcin Furs Defensive Linemen - 24 Miłosz Pachura - 26 Robert Koszmider - 40 Mateusz Kupiński - 50 Tomasz Zielonkowski - 54 Damian Hajdasz - 58 Adrian Fiedor - 62 Patryk Dąbrowa - 63 Mateusz Grabowski - 68 Szymon Sobieszczański - 68 Maksymilian Minde - 77 Szymon Grzebieniak - 94 Kamil Rajpold Linebacker - 10 Marcin Sobczak - 13 Szymon Weinzettel - 22 Grzegorz Rutkowski - 32 Jakub Starosta - 35 Piotr Rakowski - 48 Tomasz Biernacki - 52 Jerzy Żołna - 55 Michał Langer - 66 Krzysztof Widera - 73 Kamil Kozłowski LB/WR - 76 Jakub Krupiński - 99 Patryk Wiącek Defensive Back - 7 Jan Chmiel - 20 Lanre Oshosanya - 25 Artur Młynek - 27 Paweł Rodak - 43 Mateusz Janiszewski - 44 Damian Rakoczy - 86 Michał Chu Ngoc - 89 Piotr Szczerba - 91 Karol Baj Special Team Coaching staff Tim Bishop (HC) |

## Liga Futbolu Amerykańskiego 1 2019

### Stagione regolare
| Opole 30 marzo 2019, ore 13:00 | Towers Opole  | 7 – 54 referto | Panthers Wrocław | Miejski Stadion Lekkoatletyczny imienia Opolskich Olimpijczyków\| Arbitro: \| Walentynowicz \| |
| Arbitro:                       | Walentynowicz |                |                  |                                                                                                |

| Olsztyn 7 aprile 2019 | Olsztyn Lakers | 0 – 19 (0-0 0-7 0-6 0-6) referto | Towers Opole | Boisko Dajtki\| Arbitro: \| Jurzyk \| |
| Arbitro:              | Jurzyk         |                                  |              |                                       |

| Opole 13 aprile 2019, ore 13:00 | Towers Opole | 19 – 34 (0-14 6-20 7-0 6-0) referto | Kraków Kings | Miejski Stadion Lekkoatletyczny imienia Opolskich Olimpijczyków\| Arbitro: \| Radziński \| |
| Arbitro:                        | Radziński    |                                     |              |                                                                                            |

| Opole 28 aprile 2019, ore 14:00 | Towers Opole  | 32 – 12 referto | Armia Poznań | Miejski Stadion Lekkoatletyczny imienia Opolskich Olimpijczyków\| Arbitro: \| Walentynowicz \| |
| Arbitro:                        | Walentynowicz |                 |              |                                                                                                |

| Opole 5 maggio 2019 | Towers Opole | 39 – 6 (0-0 12-0 14-0 13-6) referto | Wilki Łódzkie | Miejski Stadion Lekkoatletyczny imienia Opolskich Olimpijczyków\| Arbitro: \| Radziński \| |
| Arbitro:            | Radziński    |                                     |               |                                                                                            |

| Wyszków 19 maggio 2019 | Rhinos Wyszków | 23 – 34 (0-14 10-0 0-7 13-13) referto | Towers Opole | Boczne boisko Stadionu Miejskiego w Wyszkowie\| Arbitro: \| Ratajczak \| |
| Arbitro:               | Ratajczak      |                                       |              |                                                                          |

| Zielona Góra 25 maggio 2019, ore 12:00 | Wataha Zielona Góra | 38 – 41 (0-6 16-16 22-6 0-13) referto | Towers Opole | Stadion do futbolu amerykańskiego\| Arbitro: \| Rączkowski \| |
| Arbitro:                               | Rączkowski          |                                       |              |                                                               |

| Bieruń 1º giugno 2019 | Tychy Falcons | 59 – 7 (14-7 28-0 7-0 8-0) referto | Towers Opole | Stadion KS Unia\| Arbitro: \| Ratajczak \| |
| Arbitro:              | Ratajczak     |                                    |              |                                            |

### Playoff
| Sopot 8 giugno 2019, ore 17:00 | Seahawks Gdynia | 53 – 0 (21-0 12-0 14-0 6-0) referto | Towers Opole | Stadion im. Edwarda Hodury |

## Statistiche di squadra
| Competizione      | %Vittorie | In casa | In casa | In casa | In casa | In casa | In casa | In trasferta | In trasferta | In trasferta | In trasferta | In trasferta | In trasferta | Totale | Totale | Totale | Totale | Totale | Totale |
| Competizione      | %Vittorie | G       | V       | N       | P       | Pf      | Ps      | G            | V            | N            | P            | Pf           | Ps           | G      | V      | N      | P      | Pf     | Ps     |
| ----------------- | --------- | ------- | ------- | ------- | ------- | ------- | ------- | ------------ | ------------ | ------------ | ------------ | ------------ | ------------ | ------ | ------ | ------ | ------ | ------ | ------ |
| Stagione regolare | .625      | 4       | 2       | 0       | 2       | 97      | 106     | 4            | 3            | 0            | 1            | 101          | 120          | 8      | 5      | 0      | 3      | 198    | 226    |
| Playoff           | .000      | 0       | 0       | 0       | 0       | 0       | 0       | 1            | 0            | 0            | 1            | 0            | 53           | 1      | 0      | 0      | 1      | 0      | 53     |
| Totale            | .556      | 4       | 2       | 0       | 2       | 97      | 106     | 5            | 3            | 0            | 2            | 101          | 173          | 9      | 5      | 0      | 4      | 198    | 279    |